# Ligue des champions de rink hockey 2006-2007
Navigation
Ligue des champions 2005-2006 Ligue européenne 2007-2008
La Ligue des champions de rink hockey 2006-2007 est la 42e édition de la plus importante compétition européenne de rink hockey entre équipes de club, et la 11e sous la dénomination Ligue des champions. La compétition est remportée par le FC Barcelone qui devient champion d'Europe des clubs pour la 17e fois.

## Déroulement
Le tirage au sort de la compétition a lieu le 2 septembre 2006 à Saint-Omer en marge du championnat d'Europe masculin des moins de 20 ans.
Cette édition 2006-2007 se déroule en quatre phases : un tour préliminaire, un premier tour, une phase de poules et un Final four.
Le tour préliminaire se voit affronter 6 équipes qui n'ont pas participé à la compétition la saison dernière. On y retrouve le champion d'Angleterre et le champion de France 2006.

Les matchs sont joués en confrontations aller-retour. L'équipe qui aura le meilleur résultat cumulé sur les deux rencontres jouera le premier tour.
Le premier tour regroupe 16 des meilleures équipes européennes de rink hockey (dont les trois équipes vainqueurs du tour préliminaire).

Les matchs se jouent en confrontations aller-retour, comme le tour préliminaire. Les 8 équipes qui gagneront en score cumulé auront le droit de jouer la phase de poules. Les 4 équipes possédant le meilleur rang européen seront quant à eux reversé en Coupe CERS.

Pour éviter l'élimination précoce de grosses équipes (comme durant la saison 2005-2006), le tirage au sort de ce tour s'est effectué avec un chapeau têtes de séries, interdisant ainsi la confrontation de 2 têtes de série au premier tour.
La phase de poules regroupe 8 équipes, réparties dans 2 poules de 4. Chaque équipe rencontre deux fois les autres équipes de la poule. Les 2 meilleures équipes de chaque poules joueront le Final Four.
Le Final Four regroupe sur 2 jours et en terrain neutre, les 4 meilleures équipes de la compétition.

Cette ultime phase est organisée sous la forme d'une coupe à élimination directe. L'équipe qui remporte la demi-finale et la finale gagnera alors le trophée de la Ligue Européenne des Champions 2007.

## Tour préliminaire
Six clubs disputent le tour préliminaire en matchs aller-retour les 14 et 21 octobre 2006.
| Équipe 1        | Score | Équipe 2         | Aller | Retour |
| --------------- | ----- | ---------------- | ----- | ------ |
| SCRA Saint-Omer | 11-4  | Herne Bay United | 5-1   | 6-3    |
| CGC Viareggio   | 6-7   | AJ Viana         | 3-1   | 3-6    |
| US Coutras      | 7-10  | Genève RHC       | 2-4   | 5-6    |

## Premier tour
Les trois qualifiés du tour préliminaire, Saint-Omer, AJ Viana et Genève, rejoignent les treize clubs directement qualifiés pour le premier tour. Ce tour se dispute en matchs aller-retour les 4 et 18 novembre 2006.
| Équipe 1         | Score | Équipe 2            | Aller | Retour |
| ---------------- | ----- | ------------------- | ----- | ------ |
| SC Thunerstern   | 3-17  | Reus D              | 0-8   | 3-9    |
| FC Porto         | 13-2  | LV La Roche sur Yon | 6-1   | 7-1    |
| RSC Uttigen      | 2-15  | Hockey Prato        | 1-5   | 1-10   |
| ERG Iserlohn     | 2-13  | FC Barcelone        | 1-6   | 1-7    |
| SCRA Saint-Omer  | 2-12  | Bassano Hockey      | 1-2   | 1-10   |
| Follonica Hockey | 12-8  | AJ Viana            | 9-3   | 3-5    |
| RSC Cronenberg   | 6-14  | CP Vic              | 3-6   | 3-8    |
| Genève RHC       | 7-16  | OC Barcelos         | 3-7   | 4-9    |

## Phase de poules
| Groupe A     |   | Groupe B  |
| ------------ | - | --------- |
| FC Barcelona | 2 | FC Porto  |
| Barcelos     | 3 | Reus      |
| Prato        | 4 | Bassano   |
| Vic          | 1 | Follonica |

### Groupe A
| 1re journée 02/12/2006 | 1re journée 02/12/2006 | 1re journée 02/12/2006 |
| ---------------------- | ---------------------- | ---------------------- |
| FC Barcelone           | 8-2                    | CP Vic                 |
| OC Barcelos            | 4-2                    | Prato                  |

| 2e journée 16/12/2006 | 2e journée 16/12/2006 | 2e journée 16/12/2006 |
| --------------------- | --------------------- | --------------------- |
| CP Vic                | 4-0                   | OC Barcelos           |
| Prato                 | 2-3                   | FC Barcelone          |

| 3e journée 13/01/2007 | 3e journée 13/01/2007 | 3e journée 13/01/2007 |
| --------------------- | --------------------- | --------------------- |
| CP Vic                | 2-1                   | Prato                 |
| FC Barcelone          | 6-2                   | OC Barcelos           |

| 4e journée 27/01/2007 | 4e journée 27/01/2007 | 4e journée 27/01/2007 |
| --------------------- | --------------------- | --------------------- |
| CP Vic                | 0-2                   | FC Barcelone          |
| Prato                 | 1-5                   | OC Barcelos           |

| 5e journée 10/02/2007 | 5e journée 10/02/2007 | 5e journée 10/02/2007 |
| --------------------- | --------------------- | --------------------- |
| OC Barcelos           | 2-3                   | CP Vic                |
| FC Barcelone          | 6-1                   | Prato                 |

| 6e journée 24/02/2007 | 6e journée 24/02/2007 | 6e journée 24/02/2007 |
| --------------------- | --------------------- | --------------------- |
| Prato                 | 4-2                   | CP Vic                |
| OC Barcelos           | 4-3                   | FC Barcelone          |

| Rang | Équipe       | Pts | J | G | N | P | Bp | Bc | Diff |
| ---- | ------------ | --- | - | - | - | - | -- | -- | ---- |
| 1    | FC Barcelone | 15  | 6 | 5 | 0 | 1 | 28 | 11 | +17  |
| 2    | CP Vic       | 9   | 6 | 3 | 0 | 3 | 13 | 17 | -4   |
| 3    | OC Barcelos  | 9   | 6 | 3 | 0 | 3 | 17 | 19 | -2   |
| 4    | Prato        | 3   | 6 | 1 | 0 | 0 | 11 | 22 | -11  |

### Groupe B
| 1re journée 02/12/2006 | 1re journée 02/12/2006 | 1re journée 02/12/2006 |
| ---------------------- | ---------------------- | ---------------------- |
| FC Porto               | 1-2                    | Bassano H              |
| Reus D                 | 4-3                    | Follonica H            |

| 2e journée 16/12/2006 | 2e journée 16/12/2006 | 2e journée 16/12/2006 |
| --------------------- | --------------------- | --------------------- |
| Reus D                | 1-1                   | Bassano H             |
| Follonica H           | 6-7                   | FC Porto              |

| 3e journée 13/01/2006 | 3e journée 13/01/2006 | 3e journée 13/01/2006 |
| --------------------- | --------------------- | --------------------- |
| Bassano H             | 1-5                   | Follonica H           |
| FC Porto              | 4-1                   | Reus D                |

| 4e journée 27/01/2006 | 4e journée 27/01/2006 | 4e journée 27/01/2006 |
| --------------------- | --------------------- | --------------------- |
| Bassano H             | 3-3                   | FC Porto              |
| Follonica H           | 4-4                   | Reus D                |

| 5e journée 10/02/2006 | 5e journée 10/02/2006 | 5e journée 10/02/2006 |
| --------------------- | --------------------- | --------------------- |
| Bassano H             | 4-0                   | Reus D                |
| FC Porto              | 5-1                   | Follonica H           |

| 6e journée 24/02/2006 | 6e journée 24/02/2006 | 6e journée 24/02/2006 |
| --------------------- | --------------------- | --------------------- |
| Follonica H           | 4-5                   | Bassano H             |
| Reus D                | 3-1                   | FC Porto              |

| Rang | Équipe      | Pts | J | G | N | P | Bp | Bc | Diff |
| ---- | ----------- | --- | - | - | - | - | -- | -- | ---- |
| 1    | Bassano H   | 11  | 6 | 3 | 2 | 1 | 16 | 14 | +2   |
| 2    | FC Porto    | 10  | 6 | 3 | 1 | 2 | 21 | 16 | +5   |
| 3    | Reus D      | 8   | 6 | 2 | 2 | 2 | 13 | 17 | -4   |
| 4    | Follonica H | 4   | 6 | 1 | 1 | 4 | 23 | 26 | -3   |

## Final Four
Le Final Four se déroule à Bassano, en Italie, sur deux jours les 31 mars et 1er avril 2007. Le FC Barcelone bat le FC Porto en demi-finale sur le score de 3-2 grâce à un but en prolongation de Sergi Panadero, qui termine meilleur marqueur du tournoi final avec trois buts. L'équipe espagnole remporte la finale face à Bassano, l'hôte du tournoi, et obtient le titre de champion d'Europe des clubs.
|  | Demi-finales   | Demi-finales   |                |   | Finale | Finale |
|  |                |                |                |   |        |        |
|  | 31 mars 2007   |                |                |   |        |        |
|  |                |                |                |   |        |        |
|  | FC Barcelone   | 3              |                |   |        |        |
|  | FC Barcelone   | 3              | 1er avril 2007 |   |        |        |
|  | FC Porto       | 2              |                |   |        |        |
|  | FC Porto       | 2              | FC Barcelone   | 5 |        |        |
|  | 31 mars 2007   |                | FC Barcelone   | 5 |        |        |
|  |                | Bassano Hockey | 2              |   |        |        |
|  | Bassano Hockey | Bassano Hockey | 2              | 3 |        |        |
|  | Bassano Hockey |                |                | 3 |        |        |
|  | CP Vic         | 2              |                |   |        |        |
|  | CP Vic         | 2              |                |   |        |        |